# Kanjevina
Kanjevina (Servisch cyrillisch Кањевина) is een plaats in de Servische gemeente Sjenica. De plaats telt 65 inwoners (2002).